# 广泛阵线 (多米尼加)
广泛阵线（西班牙語：Frente Amplio）是多米尼加的一个左翼政党。该党成立于1992年6月14日。该党的意识形态是社会主义、进步主义、女性主义。该党的主席是菲德尔·桑塔纳。该党的总部位于圣多明各。